# Club athlétique de Pontarlier
 (avril 2017).
 (avril 2023).
- Si vous ne connaissez pas le sujet, laissez ce bandeau (vous pouvez alors contacter les auteurs).
- Si vous supprimez le contenu mis en cause (vous pouvez préalablement contacter les auteurs),

argumentez précisément cette suppression dans la page de discussion
(un manque de référence n'est pas un argument ; une recherche réelle de référence doit avoir été effectuée, être formellement documentée).
 (avril 2023).
 (janvier 2024).
Le Club Athlétique de Pontarlier (CAP Football) est un club français de football situé à Pontarlier.

## Historique
Le club est fondé en 1911 sous le nom d'US Pontarlier. La Première Guerre mondiale a de lourdes répercussions[Lesquelles ?] sur le club. Le club est ensuite reconstruit sous le nom d'U.S.P (Union Sportive Pontissalienne), puis connaît une période de gloire durant quinze à dix-huit saisons marquant ainsi les annales sportives Franc-Comtoises[réf. nécessaire].
Un peu plus tard, la ville de Pontarlier cède au club, qui montait d'année en année, un terrain situé aux Epinettes où fut édifié, en 1930, l'actuel stade Paul Robbe. L'U.S.P, qui devait devenir un peu plus tard la florissante section du Club Athlétique Pontarlier C.A.P, commence à s'imposer de nouveau en Franche-Comté[Quand ?].
À l'époque 1930 à 1940, le club obtient de beaux classements dans le championnat Honneur. Dans le même temps, les autres équipes uspiennes[réf. nécessaire] se distinguent, notamment l'équipe des juniors qui enleva plusieurs années de suite le titre de Champion de Franche-Comté, allant même jusqu'en quarts de finale du Championnat de France Juniors et perdant finalement face à Saint-Étienne.
Durant les années 1950, le club évolue parmi l'élite régionale. Mais, vers 1958, l'ossature de l'équipe étant formée de juniors se retrouve pour la majorité "sous les drapeaux "[réf. nécessaire], l'effectif n'est donc pas souvent complet le dimanche, le C.A.P ne peut se maintenir. L'éclairage du stade apparaît courant des années 1960 et permet d'accueillir les équipes pro de Monaco et Metz. Ce n'est qu'en 1969 que l'équipe renoue avec l'élite régionale.
Dans les années 1980, un terrain stabilisé est créé, qui est plus tard transformé en synthétique à l'automne 2004. En 1987, pour le 7eme de la Coupe de France, le CAP accueille les pros de Sochaux devant près 4000 spectateurs. Cette époque fut également marquée par la participation en 1997 et 2001 de l'équipe fanion au 7eme de la coupe de France.
En juin 2001, l'équipe monte en Division Honneur et cette date marque aussi l'arrivée au club quelques jours plus tard de Jean-Luc Courtet, ancien professionnel durant 12 ans, comme responsable du secteur technique.
L'équipe fanion se maintient deux saisons en DH et lors de la 3ème saison en 2003-2004 il obtient sa place en CFA 2, où il se maintient à la 10eme place et gagna les 2 dernières coupes de Franche-Comté en juin 2004 et juin 2005[style à revoir].
Le club évolue en National 3 (EX-CFA 2) pour la saison 2017-2018 soit une 14e saison consécutive en 5e division. Le CAP Football termine 1er de son groupe et est promu, à l'issue de la saison 2017-2018, en National 2 pour la saison 2018-2019.
Le président du club est Bertrand Gabry et l'entraîneur Jean-Luc Courtet.

## Logos

Ancien logo.
Logo jusqu'en 2015.
Écusson depuis 2015.